# Variedad plana
En matemáticas, se dice que una variedad riemanniana es plana si su curvatura es cero en todo punto. Intuitivamente, una variedad plana es aquella que «se parece localmente» a un espacio euclídeo en términos de distancias y ángulos, por ejemplo, en que los ángulos interiores de un triángulo suman 180°.
El recubridor universal de una variedad plana completa es un espacio euclídeo. Esto puede usarse para probar el teorema de Bieberbach (1911) que dice que todas las variedades planas compactas están finitamente recubiertas por toros. El caso de dimensión 3 fue probado antes por Schoenflies (1891).

## Ejemplos
Las siguientes variedades pueden equiparse con una métrica plana. Nótese que esta puede no ser su métrica estándar (por ejemplo, la métrica plana del toro de dimensión 2 no es la métrica inducida por su embebimiento usual en {\displaystyle \mathbb {R} ^{3}}).

### Dimensión 1
- La recta.
- La circunferencia.

### Dimensión 2
- El plano.
- El cilindro.
- La banda de Möbius.
- La botella de Klein.
- El toro de dimensión 2. Un toro plano puede embeberse isométricamente en el espacio euclídeo de dimensión 3 con una aplicación C1 a través del teorema de inmersión de Nash, pero no con una aplicación C2, y el toro de Clifford provee un embebimiento isométrico analítico del toro plano en cuatro dimensiones.

Existen 17 orbifolds compactos de dimensión 2 con métricas planas (incluyendo el toro y la botella de Klein), que se corresponden con los 17 grupos de papeles pintados o grupos cristalográficos planos.

### Dimensión 3
Existen 6 ejemplos compactos orientables y 4 no orientables de variedades planas, todas ellas variedades de Seifert.

### Dimensión mayor
- Espacios euclídeos.
- Toros.
- Productos de variedades planas.
- Cocientes de variedades planas por grupos que actúan libremente.